# Tagamanent
Tagamanent è un comune situato nella comunità autonoma della Catalogna.